# マラスキーノ・チェリー

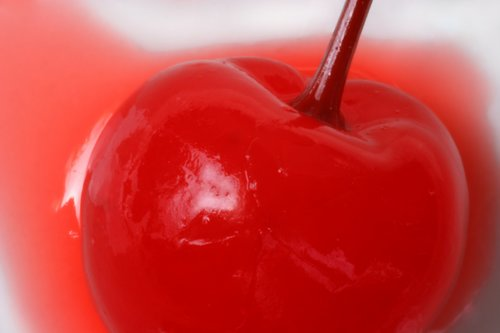
マラスキーノ・チェリー

マラスキーノ・チェリー（Maraschino cherry）は、カクテルやアイスクリーム、パフェなどの添え物としてよく使われる、砂糖漬けされた甘いチェリー。

## 概説
マラスキーノ・チェリーは、色の薄いチェリー（ロイヤルアン種、レイニアー種、ゴールド種など）から作られる。収穫したチェリーをまず塩水に漬け、それから着色剤、シロップ、アルコール、香味料などに漬け込む。赤く染めたチェリーはアーモンドの、緑に染めたチェリーはミントの香りを付けることが多い。
「マラスキーノ」は、チェリーの1種であるマラスカ種と、それから作られるリキュール（以前はこれにチェリーを漬け込んだ）に由来する。元々は王族や裕福な人々のための愉しみとして生産・消費されていたこのチェリーは、19世紀に初めてアメリカに輸入され、高級なレストランで供された。20世紀になるころには、アメリカの生産者は現在のようにチェリーにアーモンドのエキスで香り付けするようになった。1920年代の禁酒法時代に、オレゴン州立大学の園芸学の教授であったアーネスト・ウィーガンドが、現在のようにアルコールでなく塩水を用いる方法を考案した。したがって、現在のマラスキーノ・チェリーは、アルコール飲料の「マラスキーノ」とは歴史的な意味でしか関連をもたない。